# جلوه‌های ماندگار
 جلوه‌های ماندگار نام یک آلبوم موسیقی اثر محمد نوری، هنرمند ایرانی است که در سبک پاپ تهیه شده و دارای ۹ آهنگ است. محمد سریر آهنگسازی این آلبوم را انجام داده است. 

## فهرست آهنگ‌ها
| ردیف | آهنگ        |
| ۱    | عاشقانه     |
| ۲    | برای فرزندم |
| ۳    | زورق شکسته  |
| ۴    | آرزوها      |
| ۵    | عروسی       |
| ۶    | رؤیای جوانی |
| ۷    | امید        |
| ۸    | دور         |
| ۹    | بدرود       |